# Afroapoderus clivicollis
Afroapoderus clivicollis es una especie de coleóptero de la familia Attelabidae.

## Distribución geográfica
Habita en Costa de Marfil y Sierra Leona.